# タージ基地
タージ基地（タージきち）は、イラクの首都バグダード北方近郊、タージに存在するイラク駐留軍が使用する空軍基地。

## 概要
基地は、フセイン政権時代から存在。2003年、アメリカ軍を中心とした多国籍軍によるイラン侵攻（イラク戦争）以降は、駐留したアメリカ軍が事実上接収、管理下に置いている。

## 年表
- 2007年 - ディック・チェイニー副大統領がイラクを訪問。タージ基地に訪問し、基地内でイラク軍第9機械化歩兵師団を視察している[2]。
- 2019年 - ドイツ軍がアメリカとイランの対立激化を理由にイラクに派遣している兵士の訓練を中止すると発表。タージ基地には、60人のドイツ軍兵士が駐留していた[3]。その後、ドイツ軍兵士はヨルダンとクウェートに移動した[4]。
- 2020年1月14日 - 基地内にロケット弾が撃ち込まれる。負傷者なし[5]。
- 2020年3月11日 - 基地内にロケット弾（いわゆる広義のカチューシャ）18発が撃ち込まれ、アメリカ軍兵士1人、イギリス軍兵士1人、アメリカ軍の請負業者1人が死亡。12人が負傷した[6]。アメリカ軍は同月13日にイラク国内の親イラン武装組織の拠点（カルバラ空港）に対して報復の空爆を実施[7]。
- 2020年3月14日 - 再び基地内に複数のロケット弾が新たに撃ち込まれた。イラク軍兵士2人が負傷。異例の白昼の攻撃となった[8]。